# Amper
Die Amper ist ein Fluss im bayerischen Alpenvorland. Die Amper bildet zusammen mit der Ammer ein zusammenhängendes Flusssystem. Dabei bezeichnet der Name Ammer den Oberlauf bis zum Ammersee, der Name Amper den Abschnitt vom Seeausfluss bis zur Mündung in die Isar bei Moosburg.
Das über weite Bereiche naturnahe Flusssystem ist mit 185 Kilometern Länge und einem mittleren Abfluss von 45 m³/s vor der Loisach der wichtigste Zufluss der Isar. Mit ihrem Einzugsgebiet von über 3200 km² entwässert die Amper ein rund um ein Sechstel größeres Gebiet als die Isar oberhalb der Ampermündung. Weil der alpine Anteil daran jedoch kleiner ist, bringt die Amper der Isar weniger Wasser als deren eigener Oberlauf.
Größte Nebenflüsse sind die links bei Dachau zufließende Maisach, die den Starnberger See entwässernde, rechts zufließende Würm und zuletzt die wiederum links zufließende Glonn, die südöstlich von Mittelstetten im Landkreis Fürstenfeldbruck entspringt.

## Etymologie
Dem Hydronym Amper mag die indogermanische Wortwurzel *ombh-, *mbh- mit der Bedeutung ‚feucht; Wasser‘ zugrunde liegen. Es ist jedenfalls nicht wie bairisch mundartlich Amper (für ‚Kübel‘) und hochdeutsch Eimer, althochdeutsch eimbar, aus lateinisch amphora entlehnt, das auf die griechischen Ausdrücke für ‚doppelt‘ und für ‚Träger‘ (amphi-phoreus ‚Doppelträger‘) zurückgeht. Der keltische Name ambra wurde von den Römern übernommen und ist mit den Genitiv- und Lokativformen Ambrae, Ambre aus dem 3. und 8. Jahrhundert bezeugt.
1243 wird der Ammersee erstmals als Amirsee bezeichnet und erst ab dem 14. Jahrhundert wird zwischen der Ammer als Zufluss zum Ammersee und der Amper unterschieden.

## Geographie

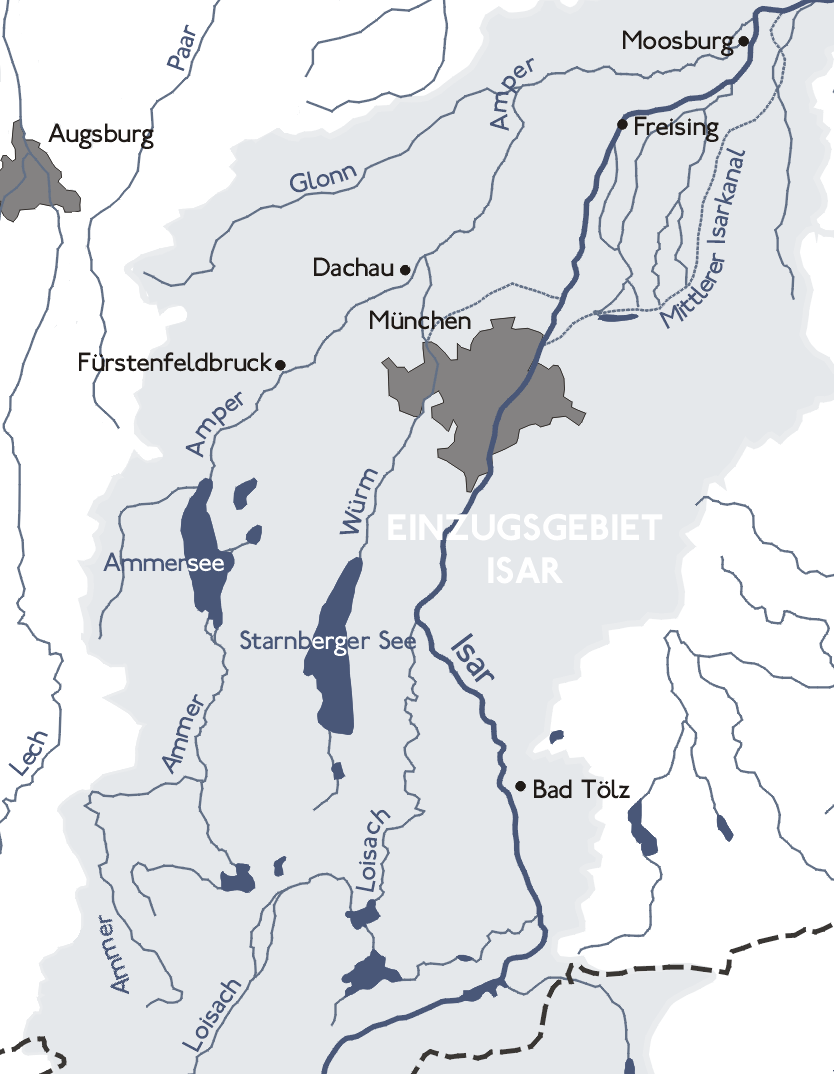
Ammer und Amper als Teil des Flusssystems der Isar

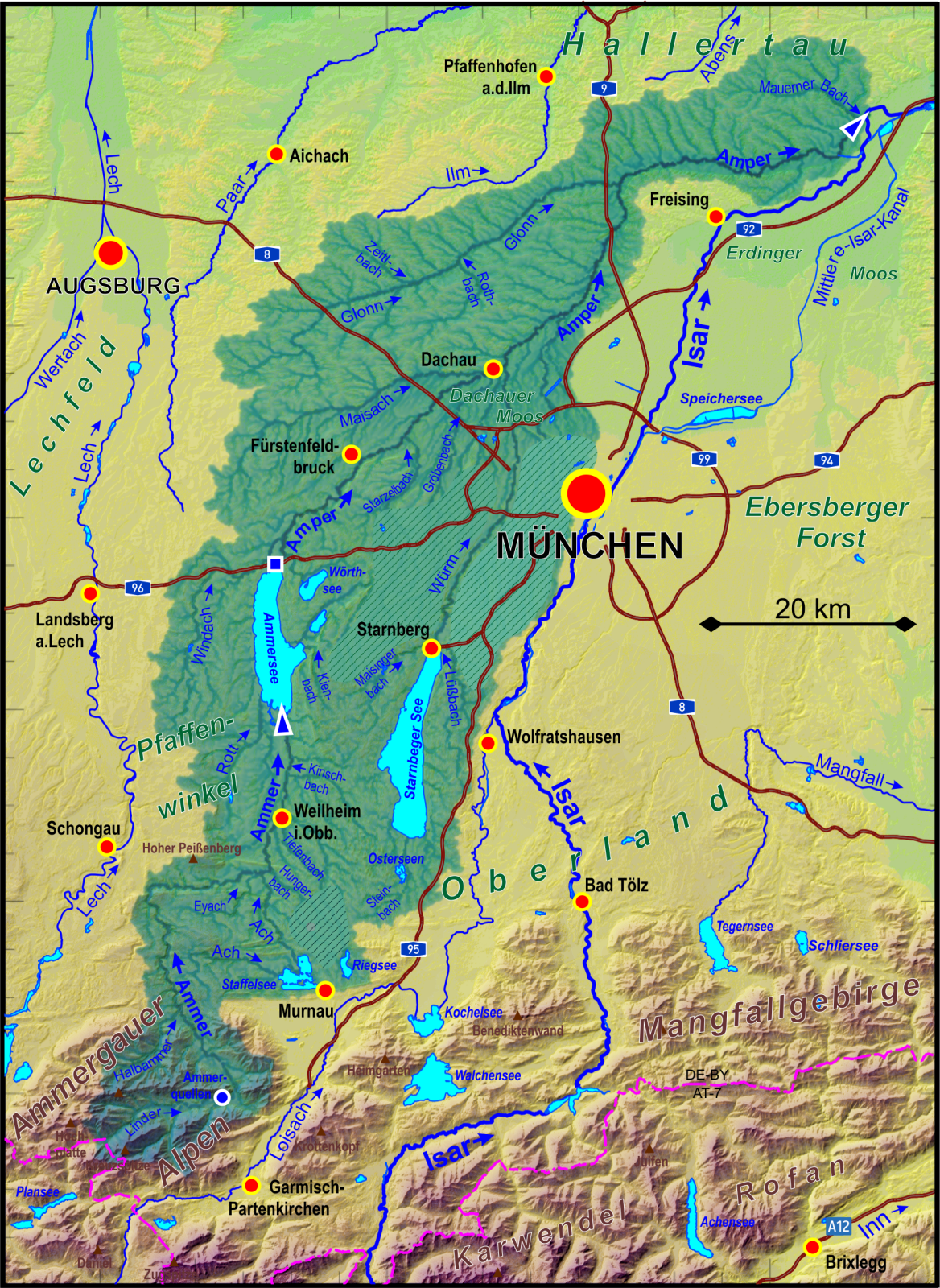
Einzugsgebiet der Amper. In den schraffierten Gebieten fehlen Oberflächenabflüsse.

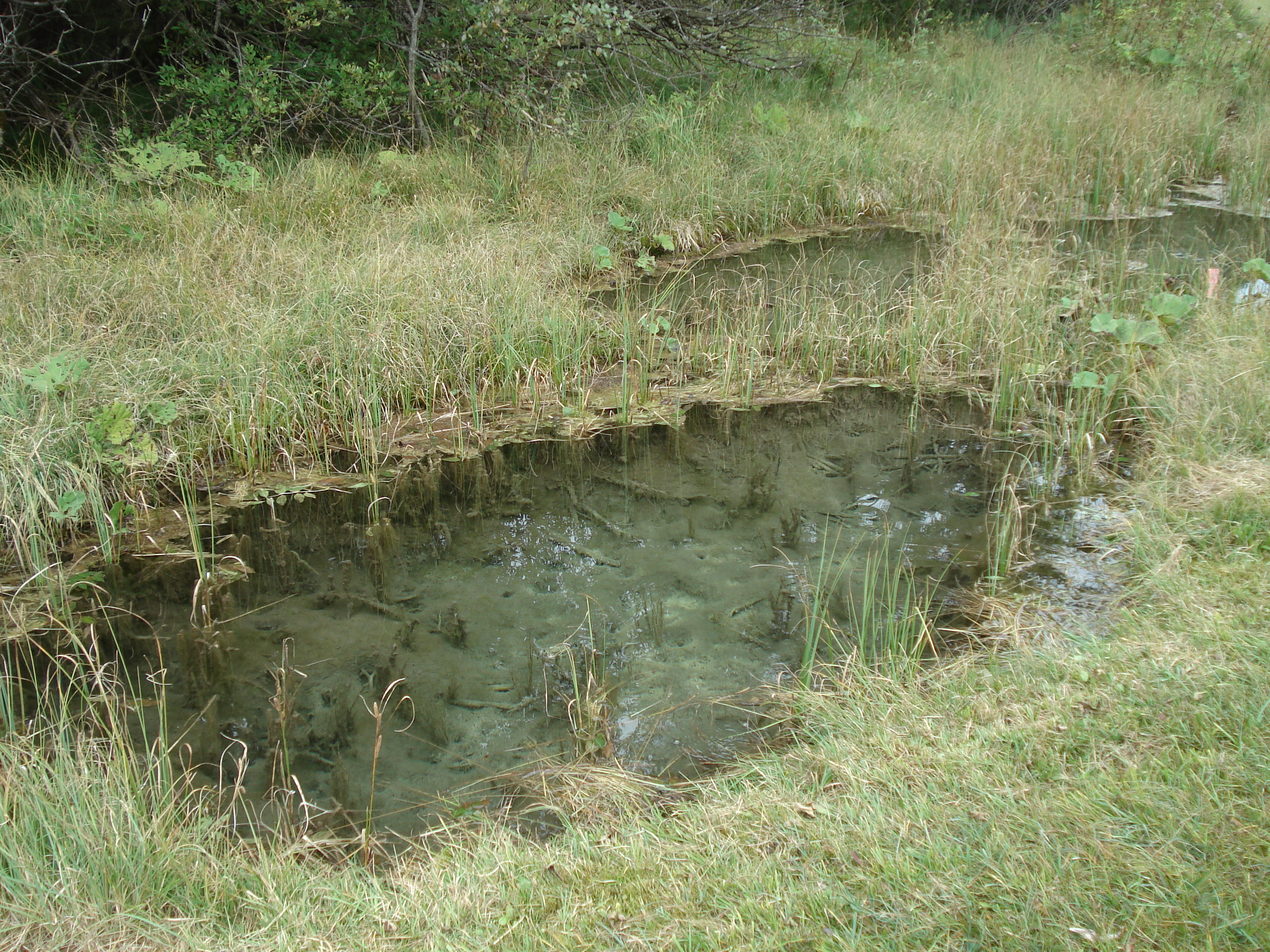
Einer der Quelltöpfe der kleinen Ammer

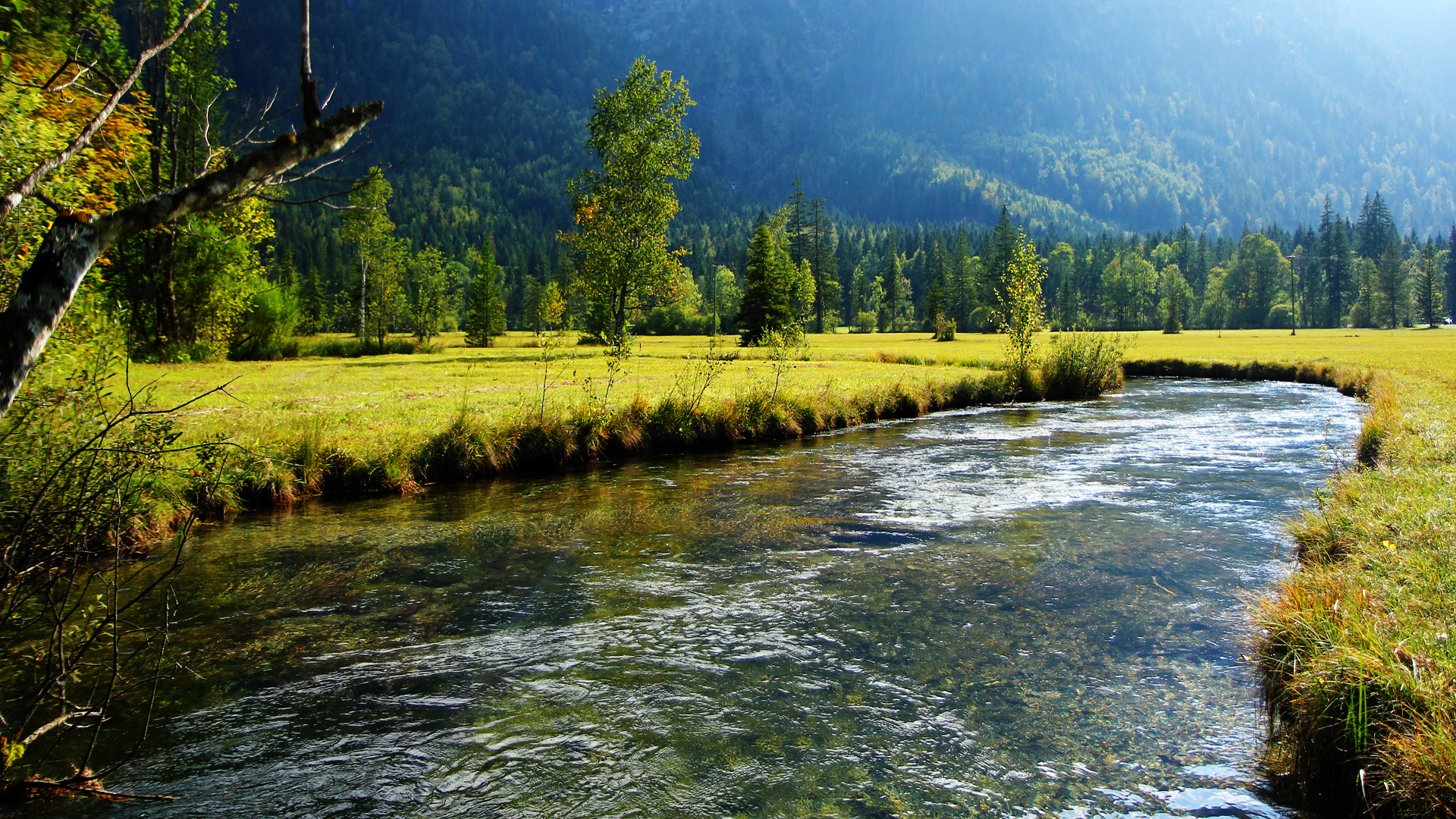
Die kleine Ammer im Graswangtal

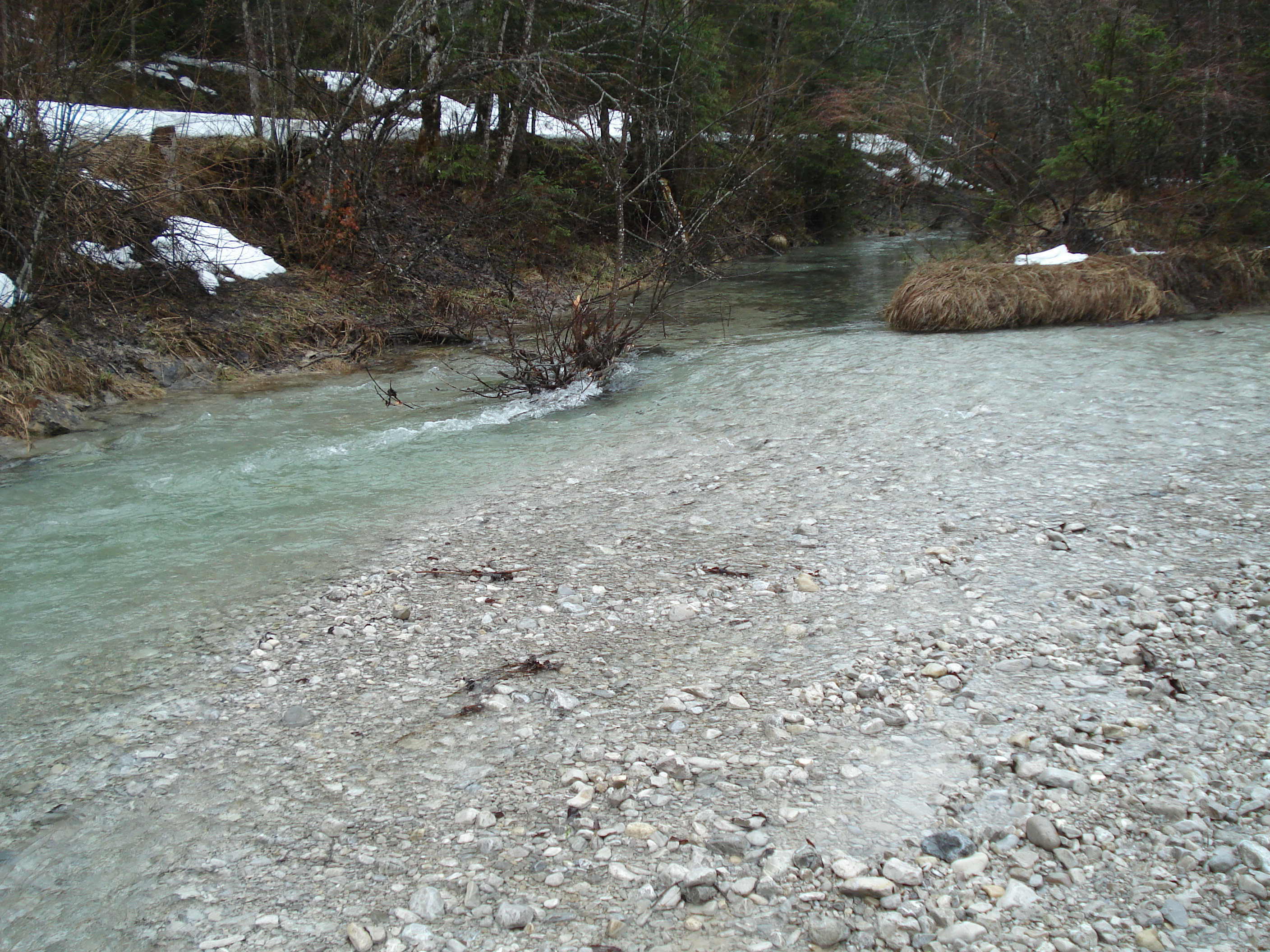
Zusammenfluss eines Bachs aus den Großen Ammerquellen (hinten) und der Linder (rechts) zur Großen Ammer (links)

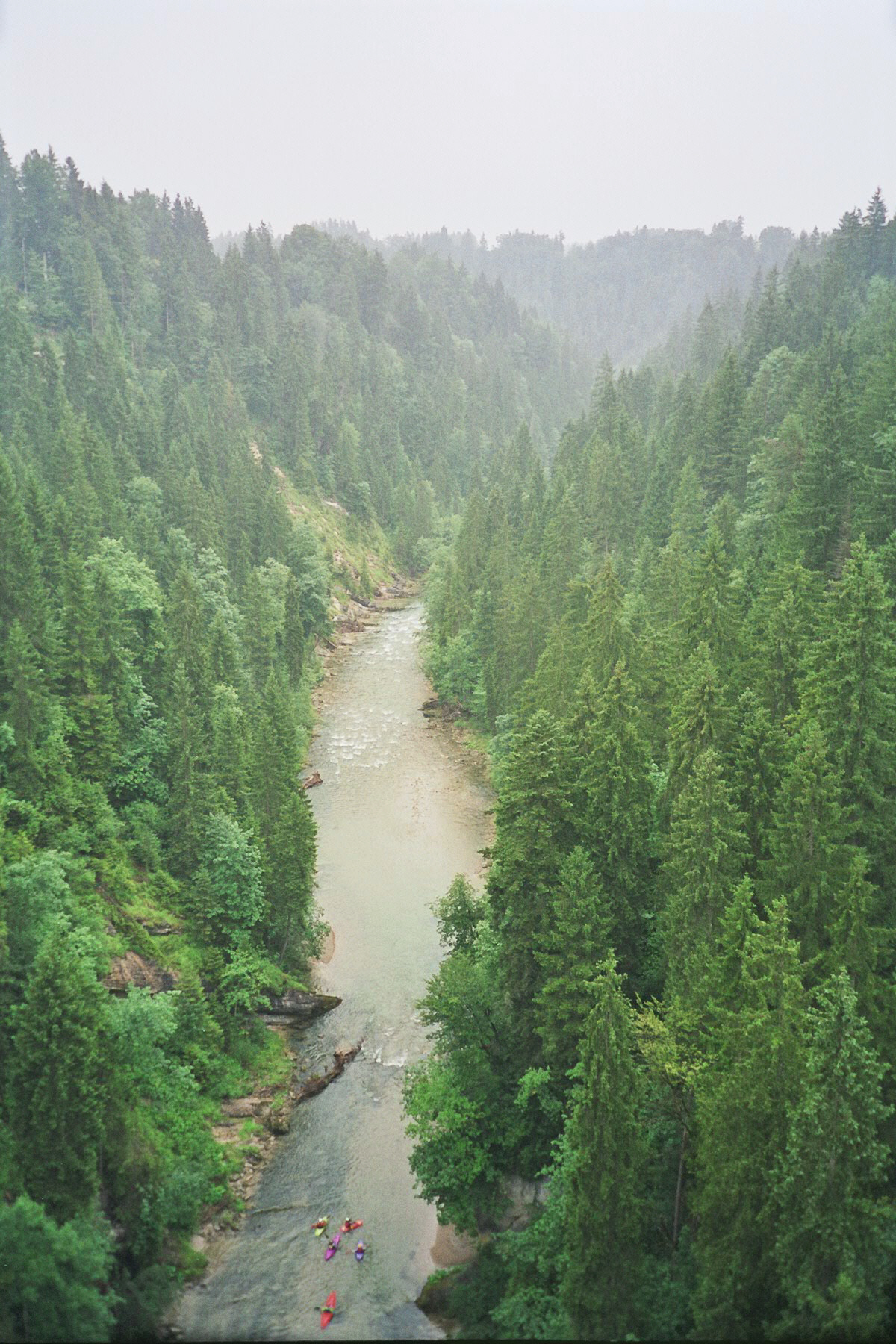
Die Ammerschlucht von der Echelsbacher Brücke

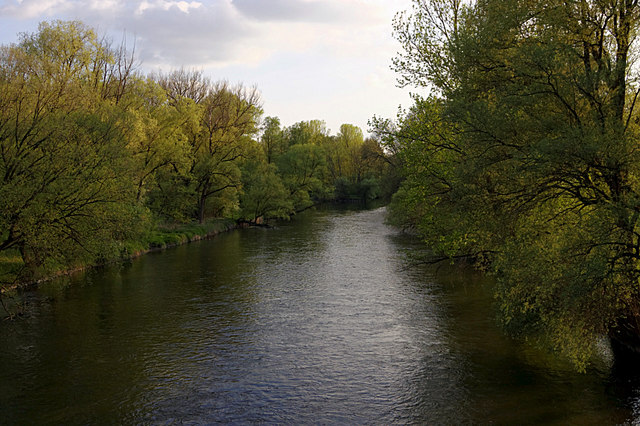
Die Amper bei Moosburg

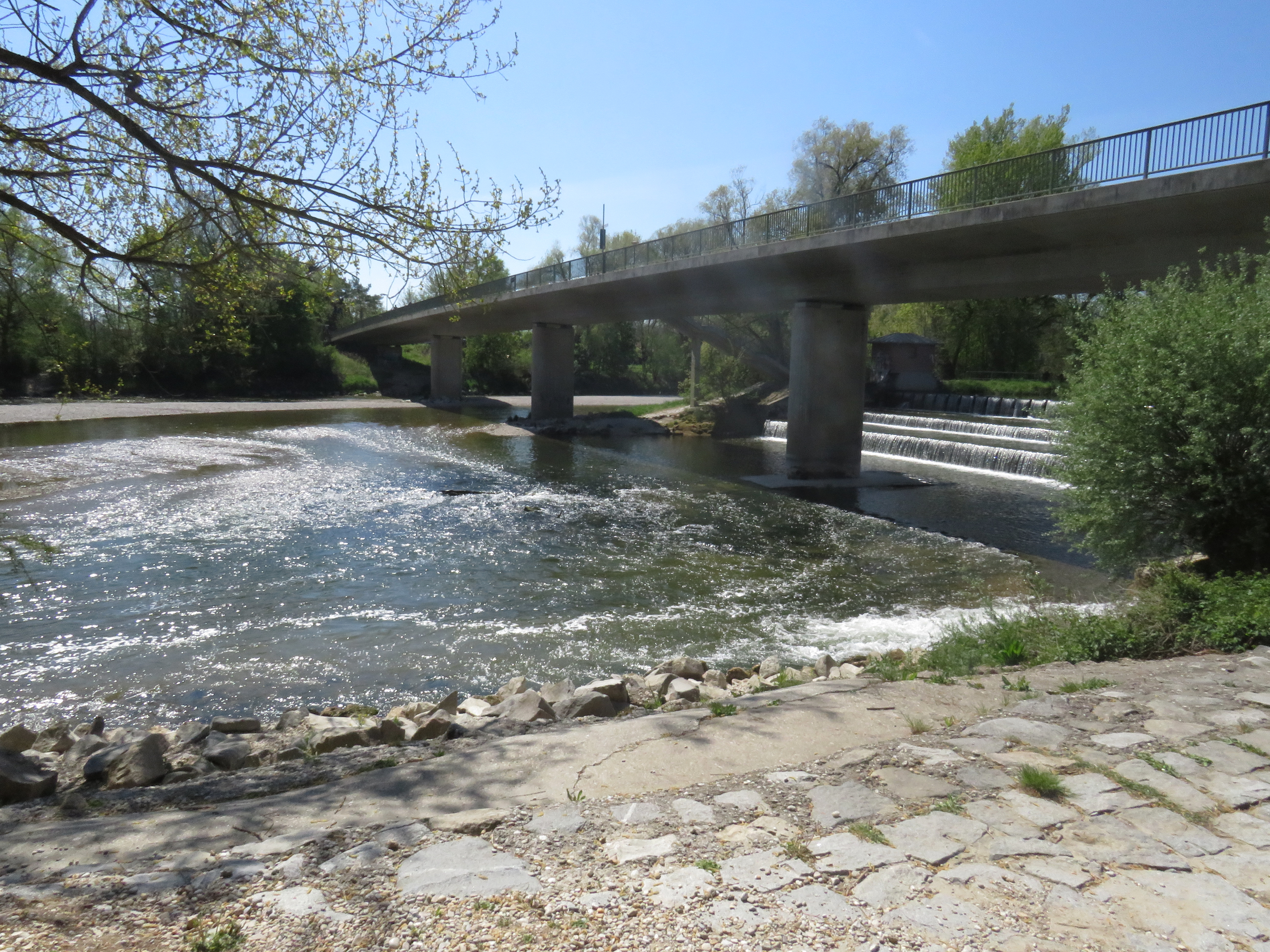
Mündung der Amper (vorne) in die Isar (hinten) bei Volkmannsdorf

Die Ammer, und damit auch die Amper, entwässert einen Teil des Ammergebirges nach Nordosten zur Isar und damit zur Donau hin. Auf einer Strecke von rund 100 km durchquert die Amper vier Naturräume: die steilen Alt- und Jungmoränen, die flache Schotterebene und das Donau-Isar-Hügelland.
Insgesamt überwindet das Flusssystem Ammer/Amper 430 Höhenmeter. Fast 200 Meter verliert die Ammer allein in der 20 Kilometer langen Schlucht südlich von Peißenberg.

### Quellgebiet
Der Quellbereich der Ammer befindet sich in den Ammergauer Alpen am Ausgang des Graswangtals zwischen Graswang und Ettal. Teils fließt hier Wasser aus einem Hochmoor ab, teils werden verschiedene Quelltöpfe im Talgrund aus dem hier zutage tretenden Wasser der Linder gespeist, die unmittelbar an der Grenze zwischen Tirol und Bayern in der Nähe des Ammersattels entspringt und den größten Teil des Jahres zwischen Linderhof und Graswang in dem durchlässigen, kalkigen Untergrund versickert.
Die durch die beidseitig des Flussbetts der Linder gelegenen Großen Ammerquellen gespeisten Bäche fließen in das meist trockenliegende Bett der Linder und bilden, zu manchen Jahreszeiten gemeinsam mit der hier noch fließenden Linder die Große Ammer. Aus den auf der Nordseite des Graswangtals gelegenen Kleinen Ammerquellen wird die Kleine Ammer gespeist, die zwischen Ettal und Oberammergau im Naturschutzgebiet Ettaler Weidmoos in die Große Ammer mündet und mit ihr die Ammer bildet. die Ammer umfließt den Fuß des Kofels und wendet sich aus der West-Ost-Richtung in die Süd-Nord-Richtung um den Ort Oberammergau zu durchfließen. Nach Oberammergau durchfließt die Ammer das Moorgebiet Pulvermoos und erreicht den Ort Unterammergau.

### Ammer
Nördlich von Unterammergau verlässt der Fluss nach ungefähr 15 Kilometern die Bayerischen Alpen und durchfließt anschließend das Ammer-Loisach-Hügelland nach Norden. In dieser aus den Ablagerungen des Isar-Loisach-Gletschers während der Würm-Kaltzeit entstandenen Jungmoränenlandschaft schneidet sich die Ammer bis zu 80 Meter tief in die Moränen und in die darunter anstehende Molasse ein und bildet die Ammerschlucht, auch Ammerleite genannt. Südlich von Hohenpeißenberg knickt die Ammerschlucht nach Osten ab. Bei Peißenberg verlässt der Fluss die Schlucht und wendet sich wieder nach Norden. Er durchfließt ein lang gestrecktes breites Tal, bis er östlich von Dießen in den Ammersee mündet. Wenig zuvor zweigt noch links die Alte Ammer ab, die nach kurzem Lauf von der längeren, aber gewöhnlich wasserärmeren Rott aufgenommen wird, die ebenfalls in den Ammersee mündet.

### Amper
Nach dem Austritt aus dem Ammersee bei Eching am Ammersee durchschneidet das Tal der Amper zunächst bei Grafrath eine Endmoränenlandschaft des Isar-Loisach-Gletschers der Würm-Kaltzeit und durchfließt anschließend ab Fürstenfeldbruck die Münchner Schotterebene. Nordöstlich von Dachau kommt sie in den Bereich des tertiären Donau-Isar-Hügellandes und mündet schließlich bei Moosburg in die Isar. Südwestlich von Moosburg wird der Amper der größte Teil ihres Wassers (30 m³/s) entzogen und durch einen Kanal südlich an Moosburg vorbei der Isar zugeführt. Durch einen weiteren Verbindungskanal wird dieses Wasser in den Uppenbornwerken am Mittlere-Isar-Kanal zur Energieerzeugung genutzt. Unmittelbar vor der Mündung in die Isar wird ein weiterer Teil des Wassers abgezweigt und fließt als Klötzlmühlbach nördlich der Isar bis Landshut.

## Zuflüsse
Der erste Zufluss der Ammer kurz hinter der Vereinigung der Abflüsse aus den Großen Ammerquellen mit der Linder ist der etwa 7 Kilometer lange Kohlbach. Ihr längster Zufluss im Bereich der Ammergauer Alpen ist die bei Saulgrub von links in sie mündende Halbammer. Im Bereich der Ammerschlucht nimmt die Ammer nur kleinere Bäche auf. Nach ihrem Austritt aus der Schlucht münden bei Oberhausen kurz hintereinander die 19 Kilometer lange Eyach und die 43 Kilometer lange Ach, die den Abfluss des Staffelsees bildet und der längste Zufluss der Ammer vor ihrer Mündung in den Ammersee ist, von rechts in sie. Größere Zuflüsse im weiteren Verlauf bis zum Ammersee sind der Angerbach bei Weilheim in Oberbayern, der Grünbach bei Wielenbach und der Kinschbach bei Pähl, die alle von rechts in sie münden.
Größere Zuflüsse des Ammersees sind die Rott bei Dießen am Ammersee sowie Kienbach und Fischbach in Herrsching am Ammersee.
Kurz nach ihrem Austritt aus dem Ammersee nimmt der nun Amper genannte Fluss bei Eching am Ammersee von links die 36 Kilometer lange Windach auf. Weitere große Zuflüsse sind die Maisach (36 km lang, mündet bei Günding von links), die Würm, die den Abfluss des Starnberger Sees bildet (40 km lang, mündet bei Hebertshausen von rechts) und die Glonn, die mit einer Länge von 50 Kilometern der längste Amperzufluss ist (mündet bei Allershausen von links). Kurz vor der Mündung der Amper in die Isar fließt der etwa 14 Kilometer lange Mühlbach, der aus der Moosach abgeleitet ist, bei Wang als ihr letzter Zufluss von rechts in sie.

## Geschichte

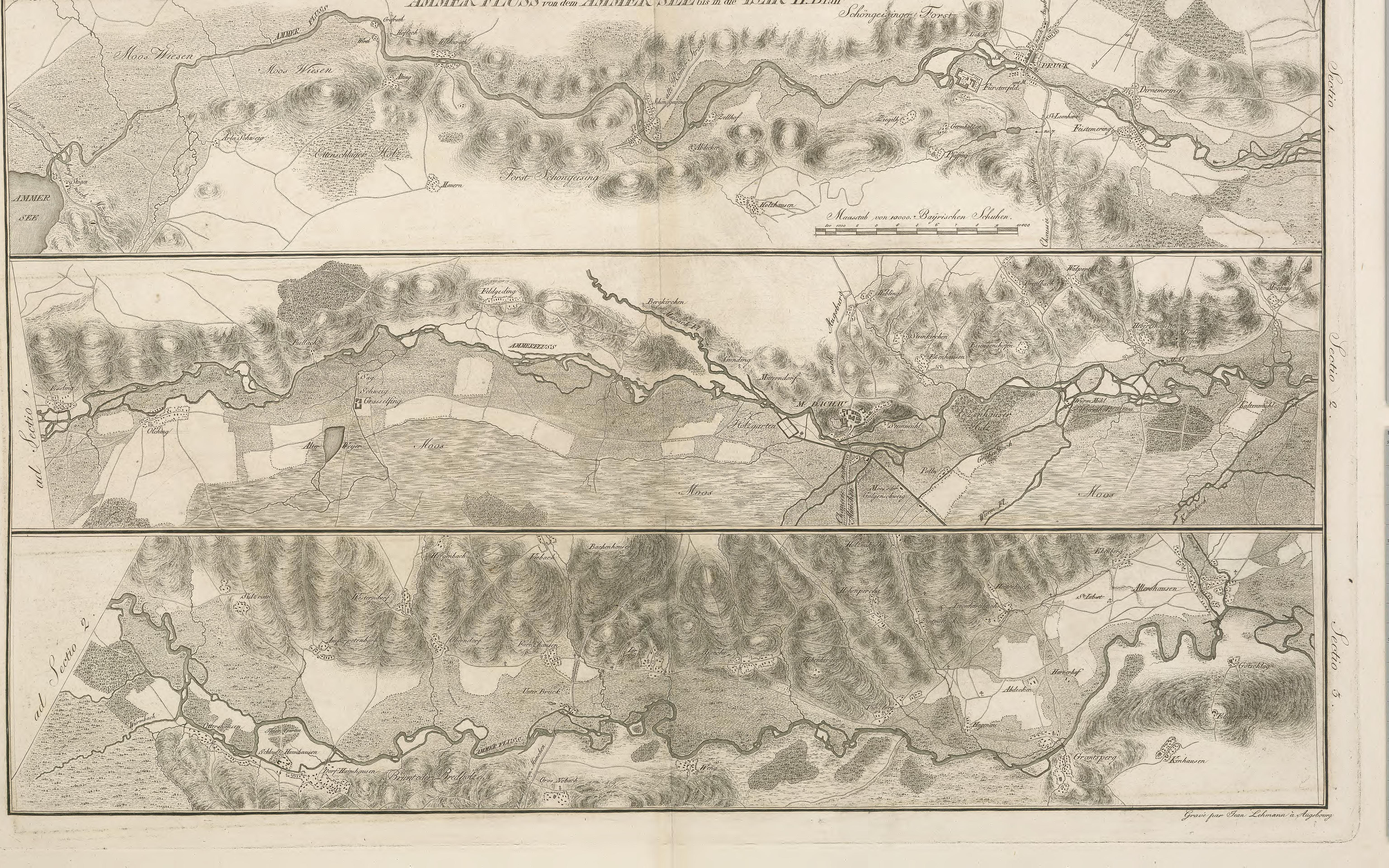
Der historische Verlauf der Amper am Anfang des 19. Jahrhunderts

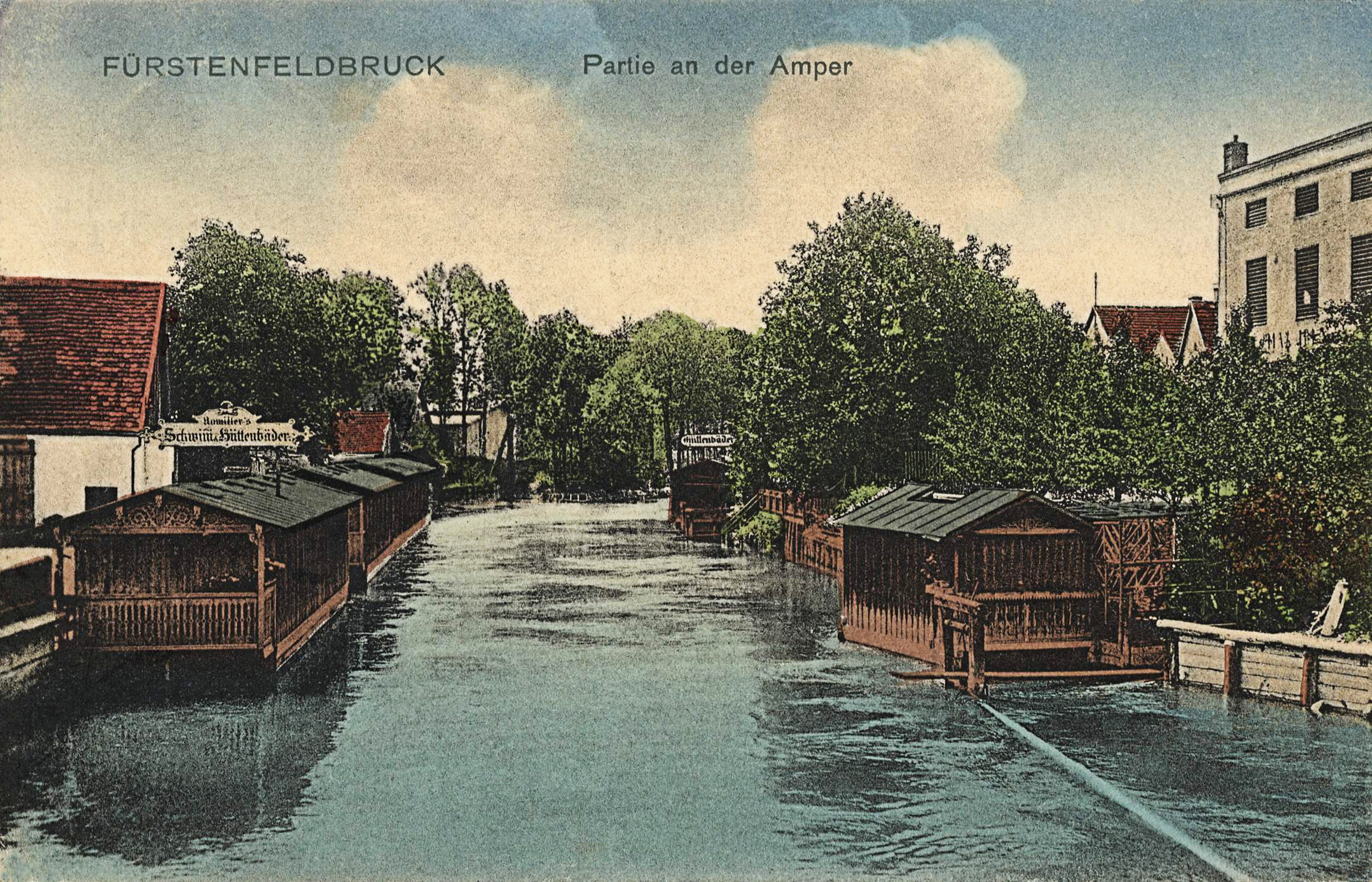
„Hüttenbäder“ in Fürstenfeldbruck um 1910

Ammer und Amper wurden sehr wahrscheinlich schon seit vorgeschichtlicher Zeit von den am Flusslauf siedelnden keltischen Stämmen als Transportweg genutzt. Als die Römer im ersten Jahrhundert den Bereich des heutigen Oberbayerns eroberten, erschlossen sie das Land mit gut ausgebauten Verkehrswegen. Eine der bedeutendsten Heeres- und Handelsstraßen, die Via Julia, verband Augusta Vindelicorum (Augsburg) mit Juvavum (Salzburg). Diese Straßen wurden nicht nur vom Militär genutzt, sondern vor allem von Händlern, um das damals so wertvolle Salz besser transportieren zu können. Um die Amper sicher zu überwinden, wurden Straßenstationen an Flussübergängen wie natürliche Furten errichtet. Der dadurch einfach zu kontrollierende Handelsverkehr ermöglichte regelmäßige Einnahmen durch Zollgebühren und gewann so an zusätzlicher Bedeutung. So steht auch die mittelalterliche Gründung der Stadt Fürstenfeldbruck im direkten Zusammenhang mit dem Bau einer Brücke.

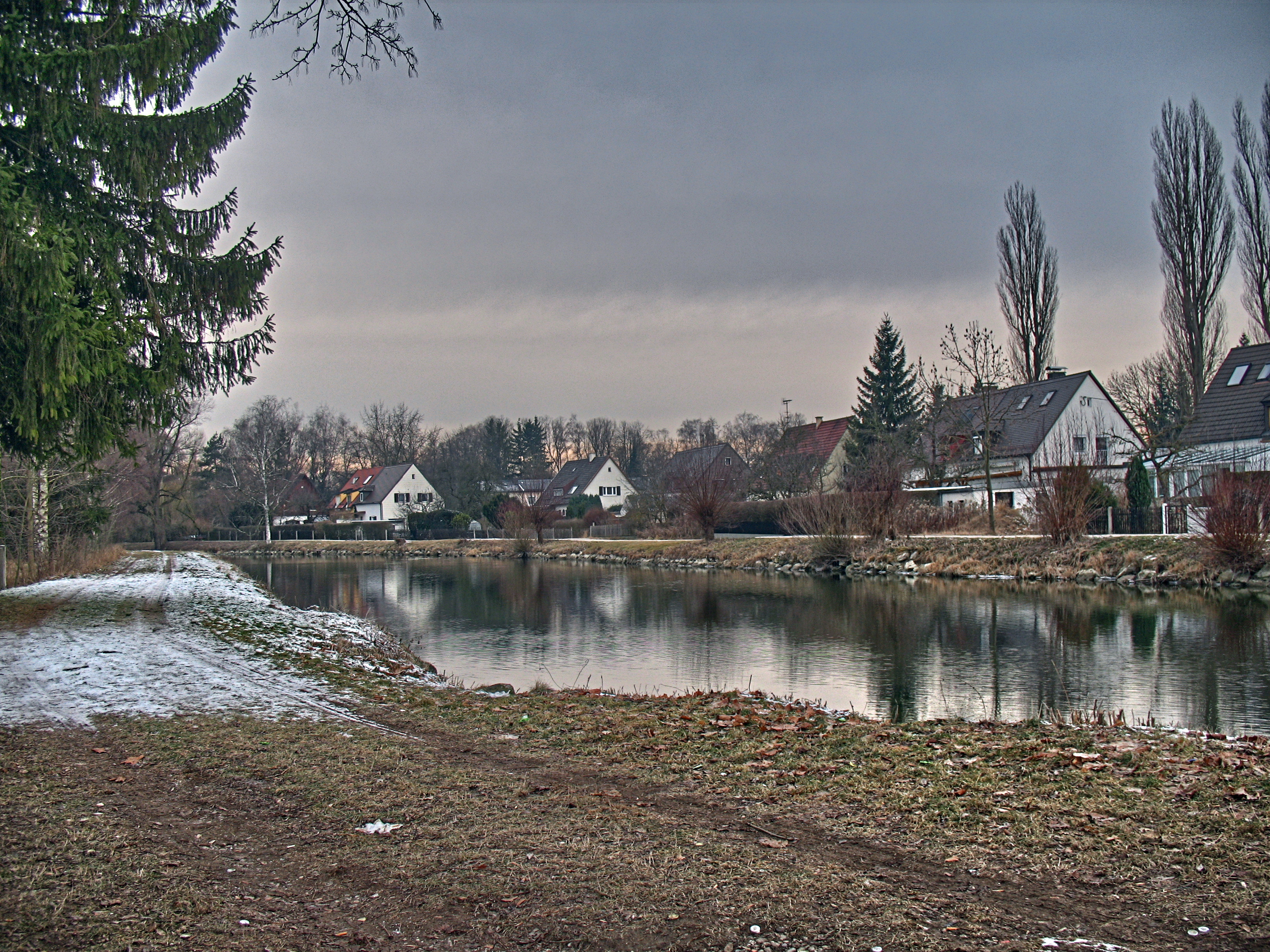
Der Amperkanal (Mühlbach) in Olching

Während der Völkerwanderung im fünften Jahrhundert drangen alemannische Stammesverbände bis in den Bereich der Ammer/Amper vor. Die Alemannen wurden zwar in der Folge durch die bajuwarischen Stämme zurückgedrängt, aber dennoch bildet der Verlauf der beiden Flüsse in etwa auch heute noch die Sprachgrenze zwischen der schwäbischen und der bayerischen Mundart. Während des Dreißigjährigen Krieges zog ein schwedisches Heer insgesamt dreimal (zwischen 1632 und 1634) entlang der Amper, um Augsburg und München zu erreichen.
Die wiederkehrenden Hochwasser verursachten immer wieder Überschwemmungen in den anliegenden Städten und Gemeinden. So wurde seit dem 19. Jahrhundert verstärkt damit begonnen, zur Verringerung der Hochwassergefahr in einigen Bereichen die Ufer mit Deichen zu sichern und den Fluss selbst zum Teil zu kanalisieren, damit sich das Flussbett vertiefen konnte. Durch weitere regulierende Maßnahmen, wie den Bau von Wehren, wurde der Hochwasserschutz zusätzlich verbessert. 
1945 sprengten deutsche Soldaten unter anderem die Amperbrücke westlich von Inning. Dies hatte zur Folge, dass die von der Bevölkerung gefürchteten französischen Truppen des Generals de Gaulle im westlichen Bereich des Ammersees verblieben und deshalb die weiter östlich gelegenen Gebiete von den amerikanischen Soldaten erobert wurden.
Beim Pfingsthochwasser von 1999 wurden trotz aller Maßnahmen die Wehre teilweise stark beschädigt.

## Natur- und Umweltschutz

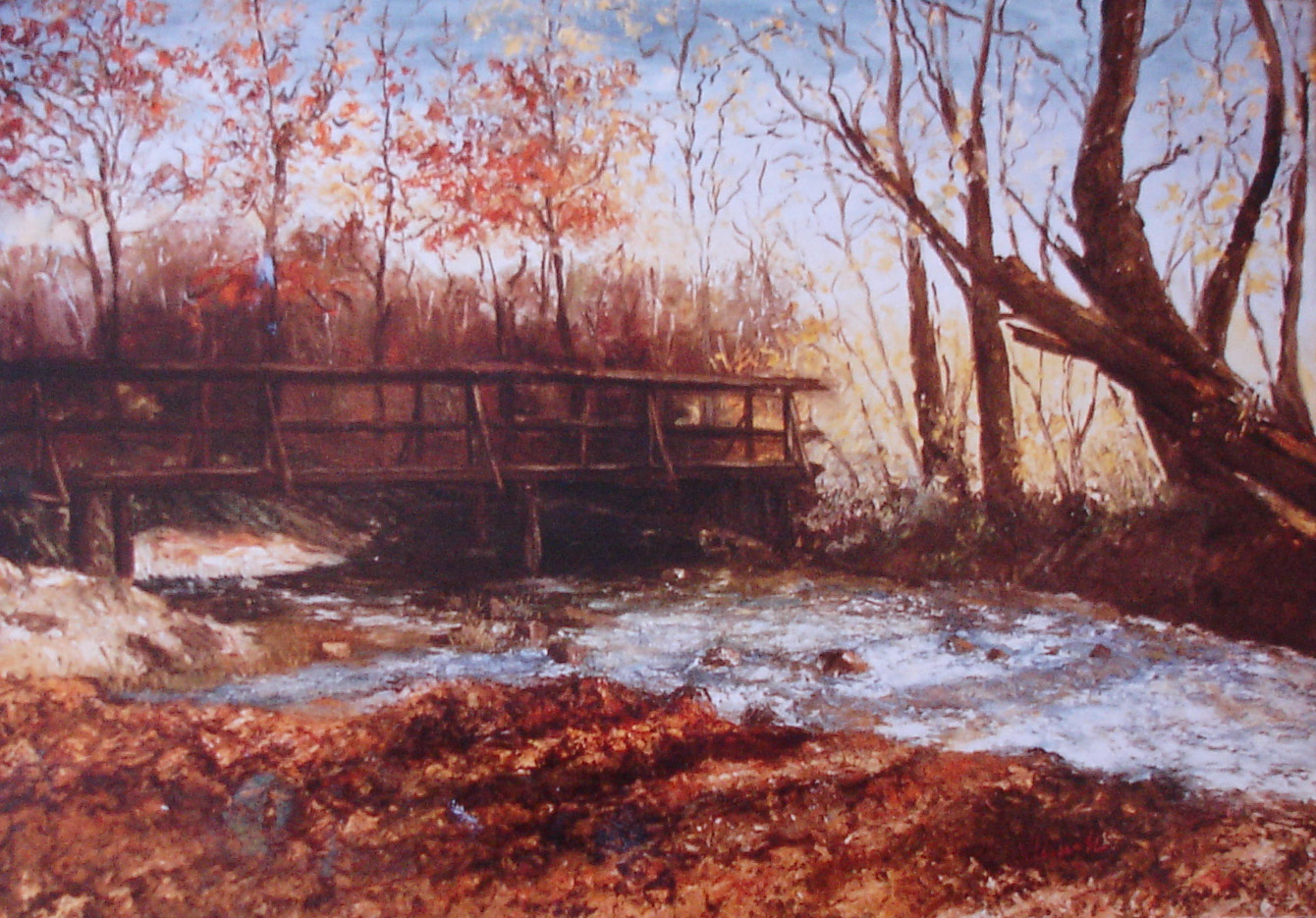
Amper bei Olching, Ölgemälde von Emmi Schmitt (* 19. März 1916; † 29. März 2006)

Seit Mitte des 19. Jahrhunderts wird der natürliche Verlauf der Ammer und der Amper durch den Hochwasserschutz und durch den Bau von Kraftwerken stark verändert – mit weitreichenden Folgen für die einheimische Tier- und Pflanzenwelt. Die Durchgängigkeit des Fließgewässers wird zum Beispiel häufig durch Wehre gestört. Dadurch wird die Wanderung und der Verbreitung von Fischen flussauf- bzw. flussabwärts erschwert oder sogar unmöglich gemacht. Auch die Eindeichung in einigen Bereichen bedeutete einen Eingriff in das ökologische Gleichgewicht. Die Auwälder wurden durch die Deiche vom natürlichen Wasserzufluss abgeschirmt, so dass der Auwald nur noch in Resten vorhanden ist. Um zumindest in Teilbereichen die ursprüngliche Flusslandschaft zu erhalten, wurden mehrere Naturschutzgebiete, wie das Naturschutzgebiet Amperauen mit Leitenwälder zwischen Fürstenfeldbruck und Schöngeising, ausgewiesen. So gehören der Mündungsbereich der Ammer sowie das Naturschutzgebiet Ampermoos nördlich des Ammersees zu den sieben international bedeutsamen Feuchtgebieten Bayerns (Siehe auch: Liste der Ramsar-Gebiete in Deutschland).

## Flora und Fauna

### Vorkommen

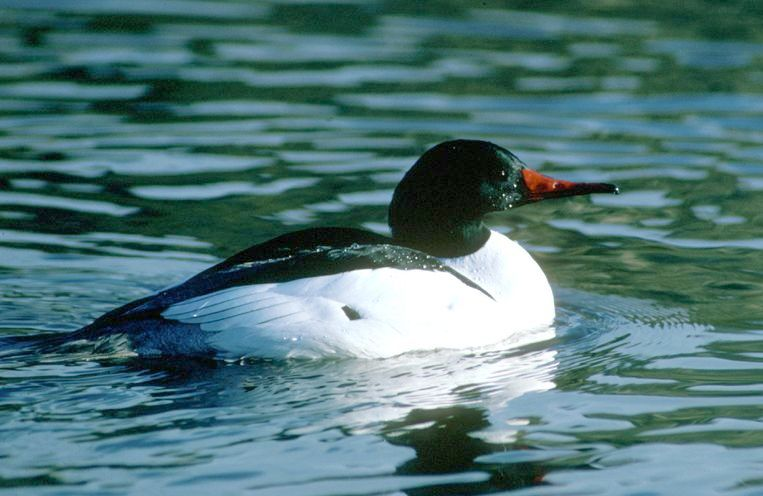
Gänsesäger

Seitdem der Mensch im 19. Jahrhundert die Flusslandschaft stark verändert, wirkt sich dies auch im Bestand der hier vertretenen Pflanzen- und Tierarten aus. Aufstauungen an zahlreichen Wehren haben den Abfluss so stark gebremst, dass das Wasser wärmer wurde. Fischarten aus dem Stillwasserbereich haben deshalb solche verdrängt, die nur in sauerstoffreichem und kühlerem Wasser leben können. Weil die Strömung nun schwächer ist, werden auch die Kiesbänke nur noch selten umgeschichtet, so dass sie zuwachsen, was Vogelarten vertrieben hat, die nur auf offenen Kiesflächen brüten können.

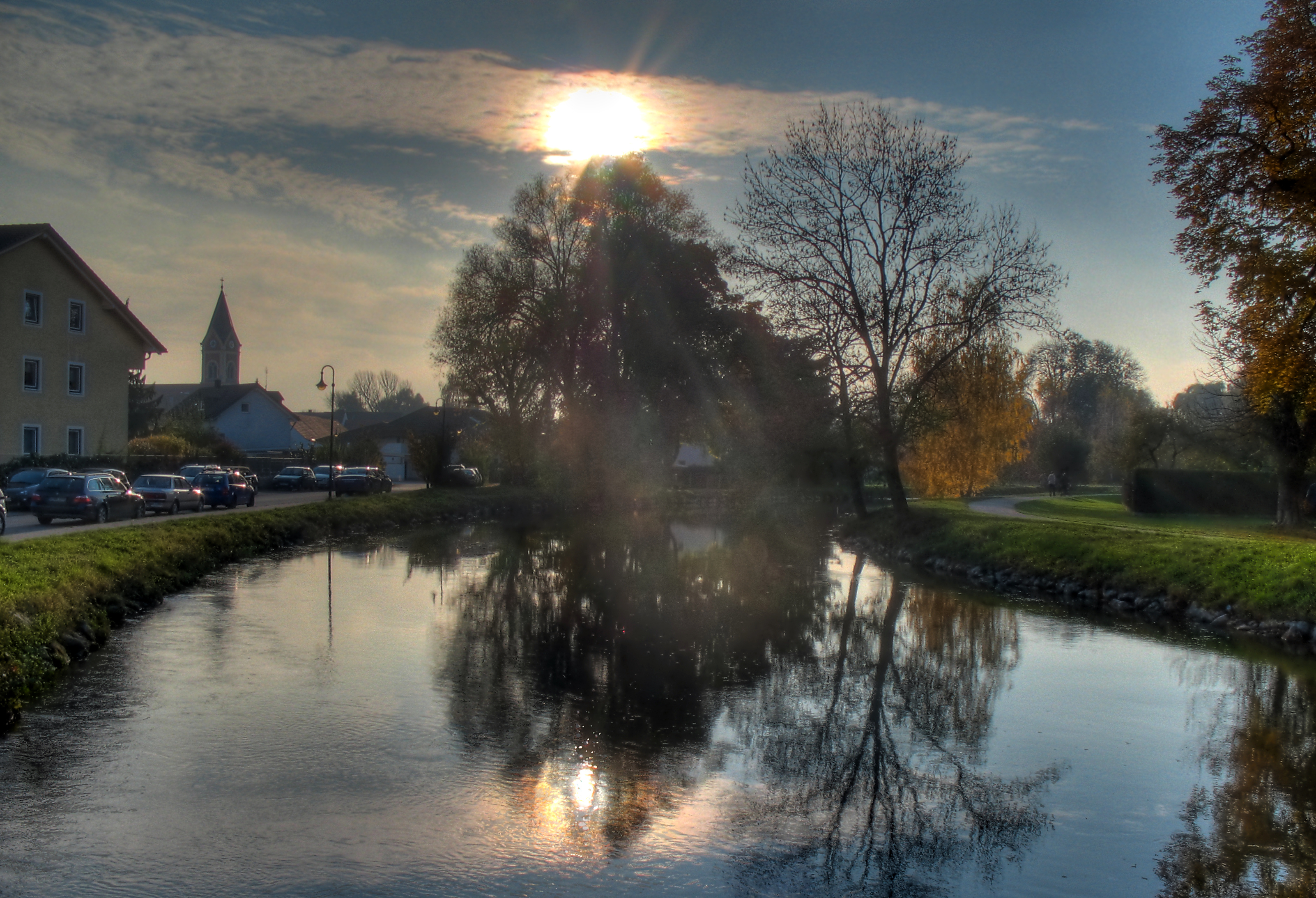
Amperkanal (Mühlbach) in Olching

Naturschutzgebiete und Fischpässe an Stauwehren sollen die Lebensbedingungen vieler zum Teil seltener Tiere und Pflanzen verbessern. Untersuchungen haben belegt, dass sich im Rückgang des Äschenbestandes an der Ammer auch die angewachsene Population der Gänsesäger auswirkt. Dieser als gefährdet eingestufte Entenvogel hat sich auf die Jagd nach kleinen Fischen spezialisiert. Daran zeigt sich, wie schwierig es ist, ein altes ökologisches Gleichgewicht wiederherzustellen, wenn es erst einmal nachhaltig gestört worden ist.
Das Flusssystem von Ammer und Amper lässt sich in drei Flussregionen teilen, die Forellenregion, die Äschenregion und die Barbenregion.
Die Ammer teilt sich in eine Forellen- und Äschenregion. Vor allem in dem sauerstoffreichen und kühleren Oberlauf des Flusses bis zum Ende der Ammerschlucht südwestlich von Peißenberg kommt in erster Linie der Leitfisch der Forellenregion vor, die Bachforelle. Der weitere Verlauf bis hin zur Ammermündung in den Ammersee zählt zur Äschenregion. Die Amper wiederum rechnet auf ganzer Strecke zur Barbenregion; hier leben in erster Linie Bachforellen, Rotaugen, Hechte oder auch die eingebürgerten Aale. Neben diesen für die Fischregion typischen kommen in der Amper auch seltene Fische wie Barben und Nasen vor.

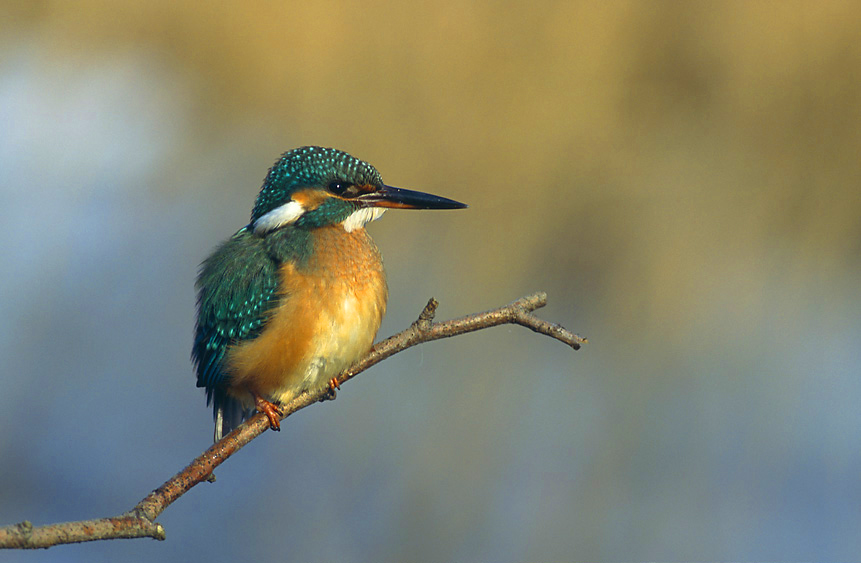
Die Ammer bietet auch dem Eisvogel Lebensraum

Die Flusslandschaft bietet vielen seltenen Vogelarten einen Lebensraum, darunter Wasseramseln, dem Eisvogel und dem Großen Brachvogel. Dass entlang der Ammer der Schwarzstorch vorkommt, ist etwas Besonderes. Die ebenfalls als gefährdet geltenden Flussuferläufer bauen ihre Nester gut getarnt inmitten des Gerölls der Kiesbänke, wo Erholungssuchende sie meist gar nicht bemerken. Die Besucher können deshalb während der Brut diese Vögel unwissentlich so sehr stören, dass deren Erfolg ausbleibt.
Im Uferbereich wie auch auf den Kiesbänken kommen neben Erdkröten und Zauneidechsen auch Blindschleichen vor. An Schlangenarten sind außer Kreuzottern auch Ringel- und Schlingnattern vertreten. Bemerkenswert ist hier das große Ringelnatter-Vorkommen im Naturschutzgebiet Amperauen südlich von Fürstenfeldbruck. In diesem Amperabschnitt bei Schöngeising und dem Zellhof sowie auch unterhalb von Dachau hauptsächlich bei Haimhausen haben sich in den letzten Jahren mehrere Biberpopulationen angesiedelt.
Besonders im oberen, aber teilweise auch im mittleren Flussabschnitt schüttet der Fluss durch Erosion und Sedimentation immer wieder offene Schotterflächen auf. Dann siedeln sich Pionierpflanzen an, die mit den zunächst schwierigen Bedingungen gut zurechtkommen. Dazu gehören das Alpen-Leinkraut, das gelbblütige Habichtskraut und die seltene Deutsche Tamariske. Trägt Hochwasser die Kiesbank nicht wieder ab, dann wachsen hier nach einigen Jahren auch Weiße Silberwurz, Wacholder und schließlich sogar verschiedene Weidenarten.
In den letzten verbliebenen Auwäldern sind Grauerlenwälder und am Unterlauf der Amper auch Traubenkirschen-Erlen-Eschenwälder verbreitet. Entlang der Ammer hat sich eine Reihe von Mooren entwickelt, die für ihre bunte Blumenwelt bekannt sind, so zum Beispiel das Ettaler Weidmoos südlich von Oberammergau.

### Gefährdete Arten
Im Lebensraum der Amperauen befinden sich u. a. auch folgende sehr gefährdete Arten:
- Säuger: Biber, Sumpfspitzmaus, Wasserspitzmaus
- Vögel: Zwergtaucher, Zwergdommel, Wasserralle, Eisvogel, Wasseramsel, Pirol, Rohrweihe
- Reptilien: Ringelnatter, europ. Sumpfschildkröte
- Amphibien: Wasserfrosch, Laubfrosch, sogar Süßwasser-Quallen
- Fische: Bachforelle, Äsche, Hasel, Nerfling, Nase, Barbe, Bitterling, Gründling, Schneider, Rutte, Koppe, Schlammspeitzger
- Tagfalter: Großer Schillerfalter, Kleiner Eisvogel, Dunkler Moorbläuling, violetter  Silberfalter
- Libellen: Kleine Zangenlibelle, Gemeine Keiljungfer, Gebänderte Heidelibelle
- Heuschrecken: Sumpfschrecke, Warzenbeißer
- Gefäßpflanzen: Orchideen, wie verschiedene Knabenkräuter (Bild), Kriechender  Tannenwedel,  Gefärbtes Laichkraut, Schneide, Sumpf-Siegwurz, Sibirische Schwertlilie, Sumpfblatterbse, Karlszepter, Hohes Veilchen, Frühlings-Enzian, Einfache Wiesenraute,  Wiesenraute, Scheinzyperngras-Segge, Gemeiner Froschbiss, Wasserschierling,  Walzen-Segge, Karlszepter.

## Wirtschaft

### Schifffahrt

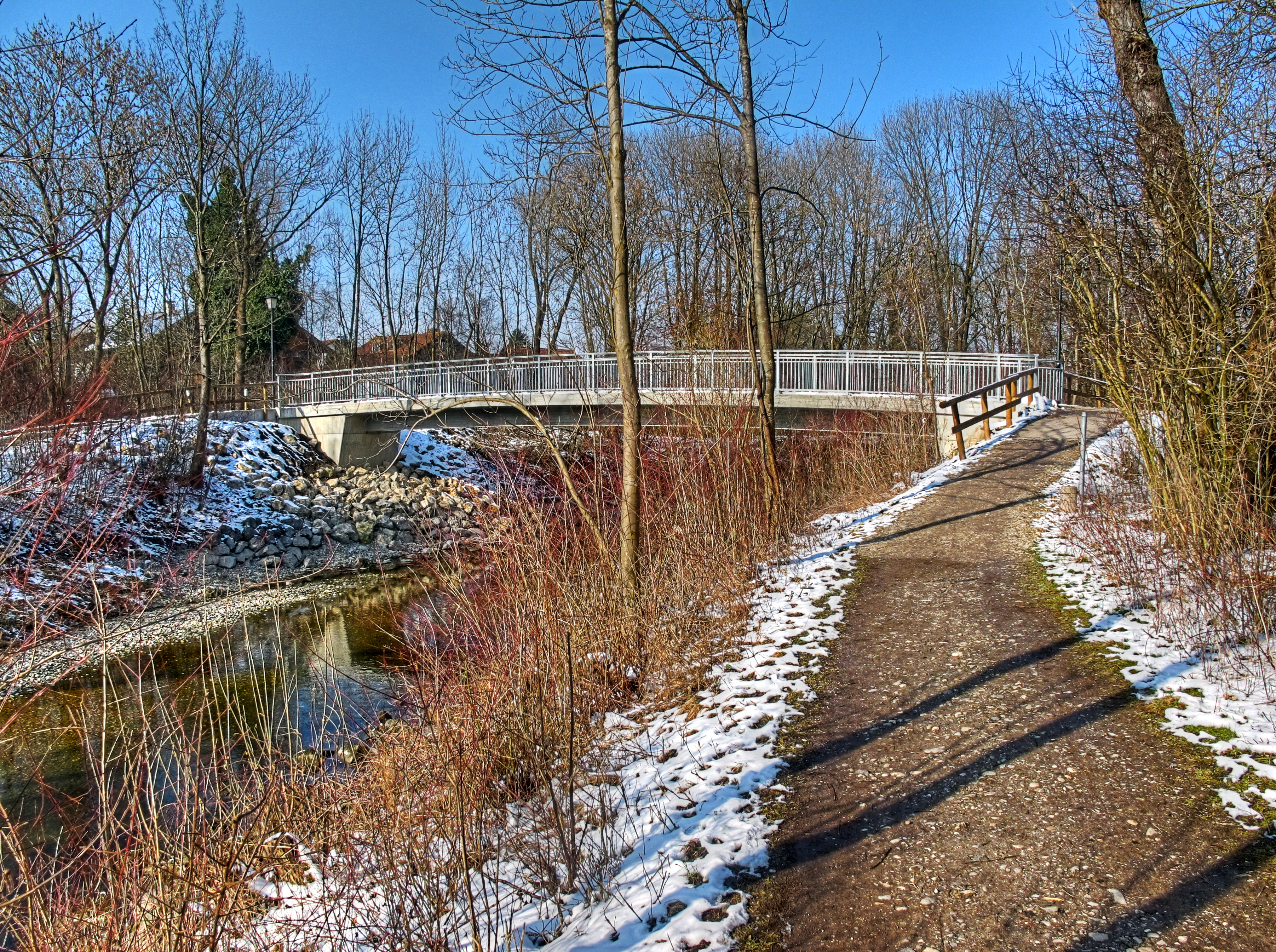
Amperbrücke bei Esting

Die Amper ist nur auf einem Teilstück schiffbar und hat keine Bedeutung für die Binnenschifffahrt.
Von 1880 bis 1939 verkehrte zwischen Stegen am Ammersee und Grafrath eine regelmäßige Dampfschiffsverbindung, die vorwiegend von Ausflüglern aus München genutzt wurde. Diese fuhren mit der Bahn nach Grafrath und gingen etwa 1,5 km vom Bahnhof bis zur Anlegestelle. Dort bestiegen sie dann das Boot nach Stegen, wo sie auf Ammersee-Dampfschiffe umsteigen konnten.
Nach Eröffnung der Bahnstrecke zwischen München und Herrsching sanken die Fahrgastzahlen auf dem Wasser so sehr, dass die Kosten für die Schiffbarhaltung des Amperteilstücks den Betrieb unwirtschaftlich machten; die Schiffsverbindung von Grafrath nach Stegen musste eingestellt werden. Der Beginn des Zweiten Weltkrieges brachte das endgültige Aus für die Schifffahrt auf der Amper.
Die „Maria Therese“ war das erste Dampfschiff, mit dem am 10. Mai 1880 die Amper-Schifffahrtslinie zwischen Inning und Grafrath eröffnete, im Volksmund wurde es „Mooskuh“ genannt, weil die gesamte Strecke zwischen Grafrath und dem Ammersee durch das Ampermoos führte und sein Signalton dem Ruf der Rohrdommel glich.
Früher wurde auf dem Fluss Holz geflößt, vor allem aus dem Ammergebirge. Darauf weisen noch Namen hin wie beispielsweise Trifthof für ein Gewerbegebiet in Weilheim. Dieser Trifthof wurde 1611 errichtet. Um die Baumstämme weiter über den Ammersee bis nach Dachau zu bringen, wurden sie zu Triftflößen verbunden. Auch in Dachau gab es einen Trifthof.

### Energieerzeugung

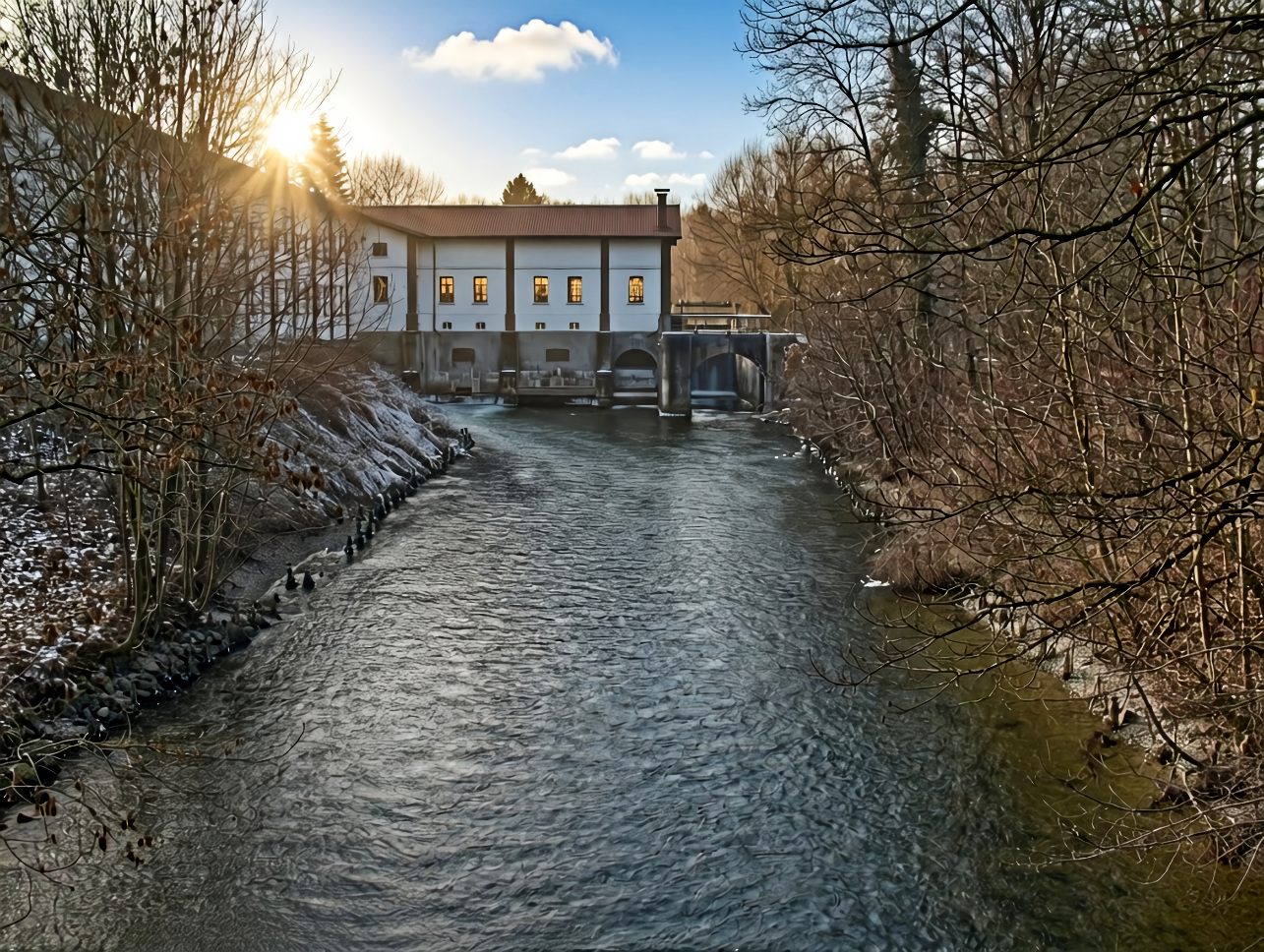
Privates Wasserkraftwerk in Olching

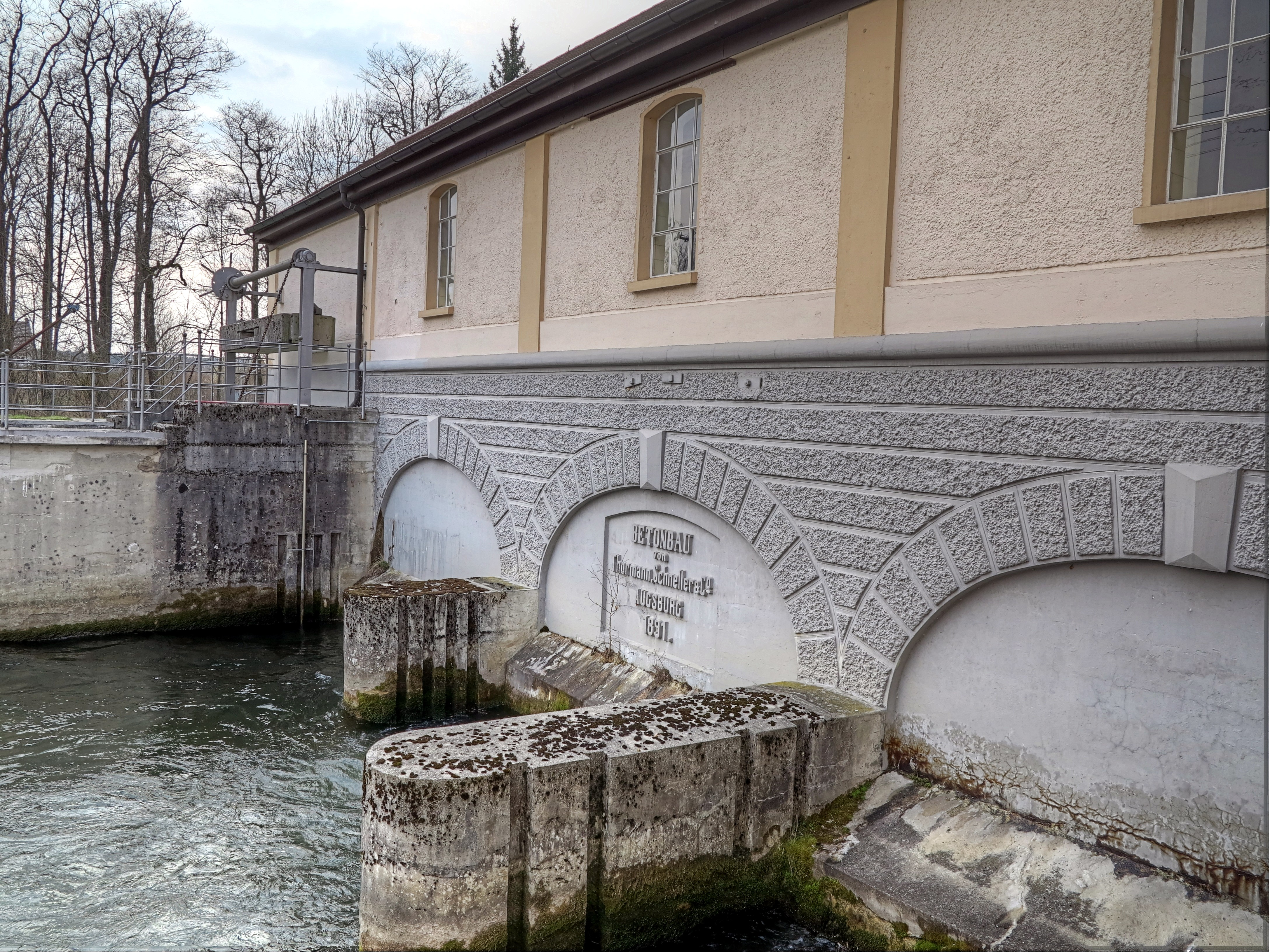
Das erste Wasserkraftwerk Deutschlands bei Schöngeising

Historische Bedeutung kommt zwei Wasserkraftwerken zu. So wurde schon 1891–1892 in Schöngeising das erste Wasserkraftwerk Bayerns nach Plänen von Oskar von Miller erbaut. Das erste Bahnkraftwerk der Welt für Einphasenwechselstrom, das Kraftwerk Kammerl, wurde wenige Jahre später um 1898 westlich von Saulgrub im Ammertal in Betrieb genommen. Es diente zur Versorgung der 23 Kilometer langen, der Lokalbahn Aktien-Gesellschaft gehörenden Strecke Murnau–Oberammergau, auf der 1905 der erste fahrplanmäßige elektrische Zugverkehr aufgenommen wurde. Die Gründung der Amperwerke Elektricitäts-AG erfolgte im Jahre 1908, um die Wasserkraft der Amper systematisch zu nutzen. Eine Reihe weiterer Laufwasserkraftwerke entlang des Flusssystems mit regionaler wirtschaftliche Bedeutung entstanden so, zumeist bis zum Ersten Weltkrieg. Es sind dies Werke u. a. in Unterbruck bei Fürstenfeldbruck (1909), Olching, Dachau, Hebertshausen oder Kranzberg (1911). Wasserkraftwerke benötigen einen gleichmäßig hohen Wasserstand, damit die Energieerzeugung in niederschlagsarmen Monaten nicht zum Erliegen kommt. Dies wurde durch den Bau einiger kleinerer Kanäle, Wehre und eines Speicherstausees bei Fürstenfeldbruck sichergestellt. Bei Zolling versorgt die Amper über einen Kanal das Kraftwerk Zolling mit Kühlwasser. Am gleichen Kanal liegt auch das Wasserkraftwerk Haag. Heute werden die Wasserkraftwerke auch hinsichtlich ihrer Fischdurchgängigkeit, z. B. durch Fischtreppen, beurteilt.

### Tourismus

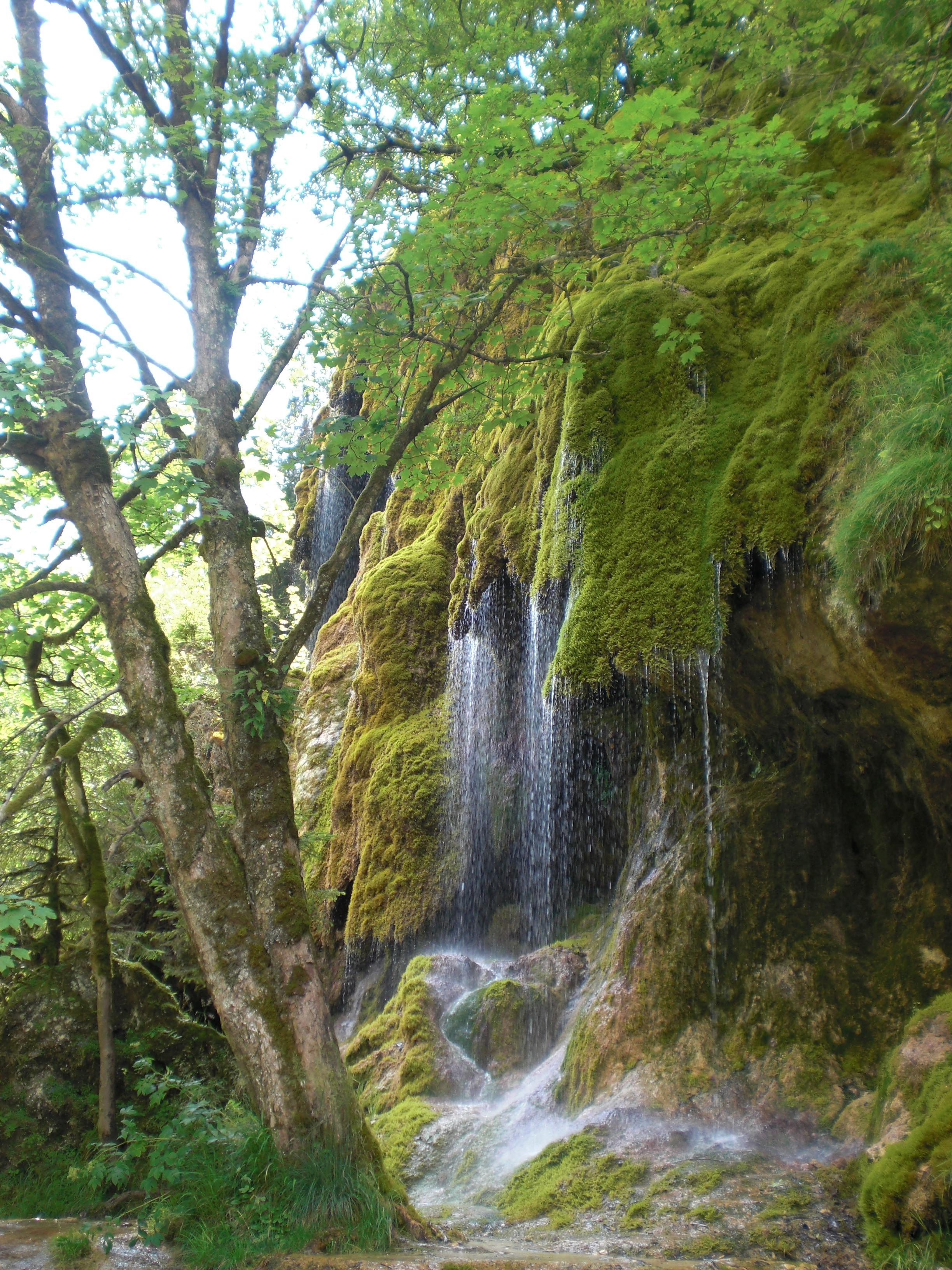
Die Schleierfälle im Naturschutzgebiet Ammerleite

Neben einer Reihe sehenswerter Städte entlang der Ammer und der Amper wie Weilheim, Fürstenfeldbruck, Dachau und Moosburg ist vor allem der Ammersee von touristischer Bedeutung. Entlang der Ammer sind die Schleierwasserfälle südlich von Bad Bayersoien und die Echelsbacher Brücke die bedeutendsten Sehenswürdigkeiten. Über weite Strecken wird der Fluss von Radwanderwegen gesäumt, die Touren von den Alpen bis zur Ampermündung bei Moosburg an der Isar ermöglichen. Das Befahren der Ammer und der Amper mit Kanus oder ähnlich wendigen Booten ist über fast die gesamte Strecke möglich, aber nicht das ganze Jahr erlaubt. Auf der Ammer ist zwischen dem 1. Dezember und dem 30. April Bootfahren nur bei einem Abfluss von mindestens 6 Kubikmeter/Sekunde erlaubt. Während der Vogelbrutzeiten (1. März bis 15. Juli) ist das Befahren der Amper von Stegen bis Grafrath und zwischen Schöngeising und Fürstenfeldbruck verboten. Die Stadt Fürstenfeldbruck hat eine Reihe von offiziellen Badegelegenheiten entlang der Amper ausgewiesen.
Der Ammer-Amper-Radweg (AAR) ist ein ca. 200 Kilometer langer Radfernweg, der entlang der Flüsse Ammer und Amper von der Ammerquelle bei Oberammergau bis Moosburg an der Isar verläuft.